# Leszek Wiktorowicz

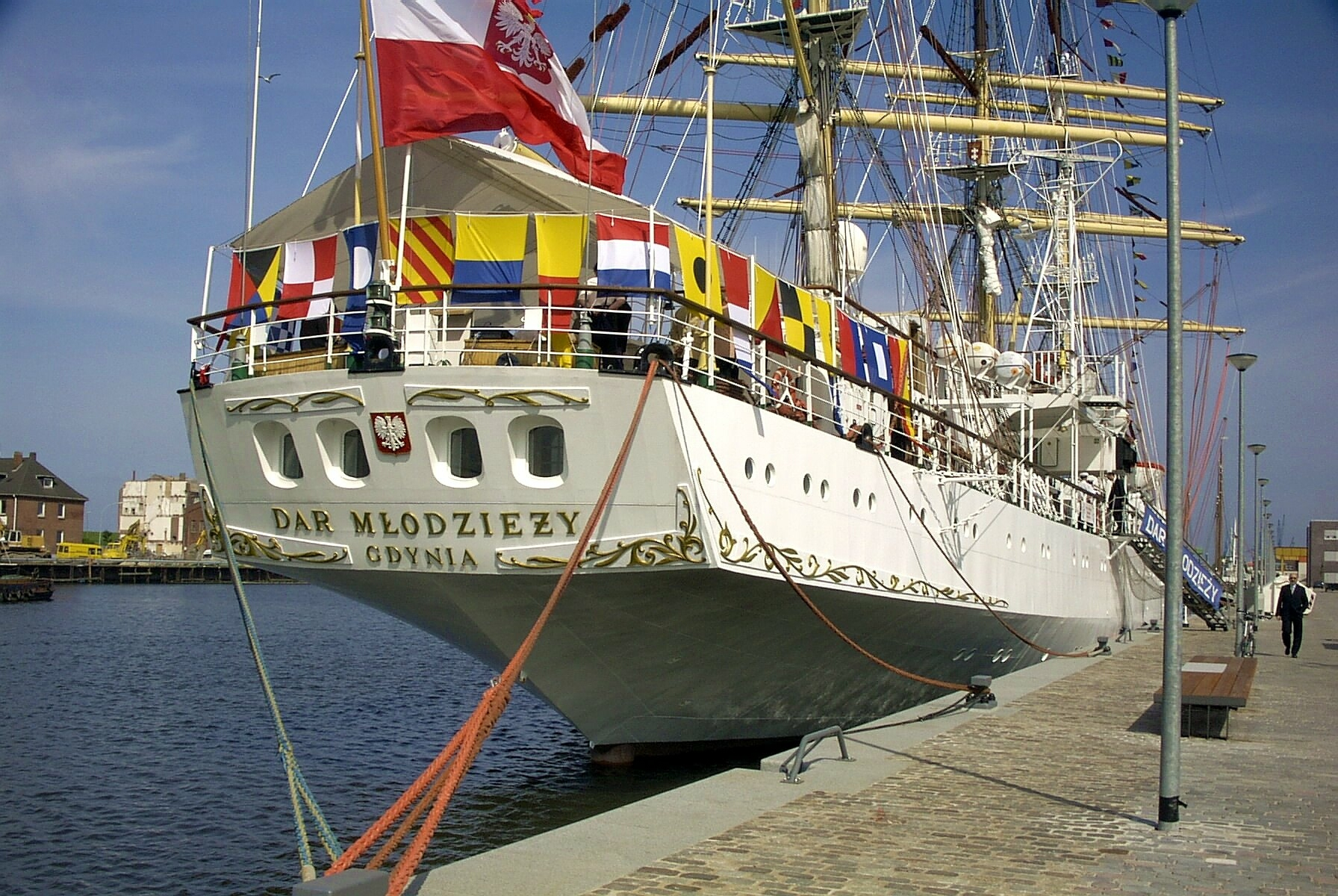
Dar Młodzieży

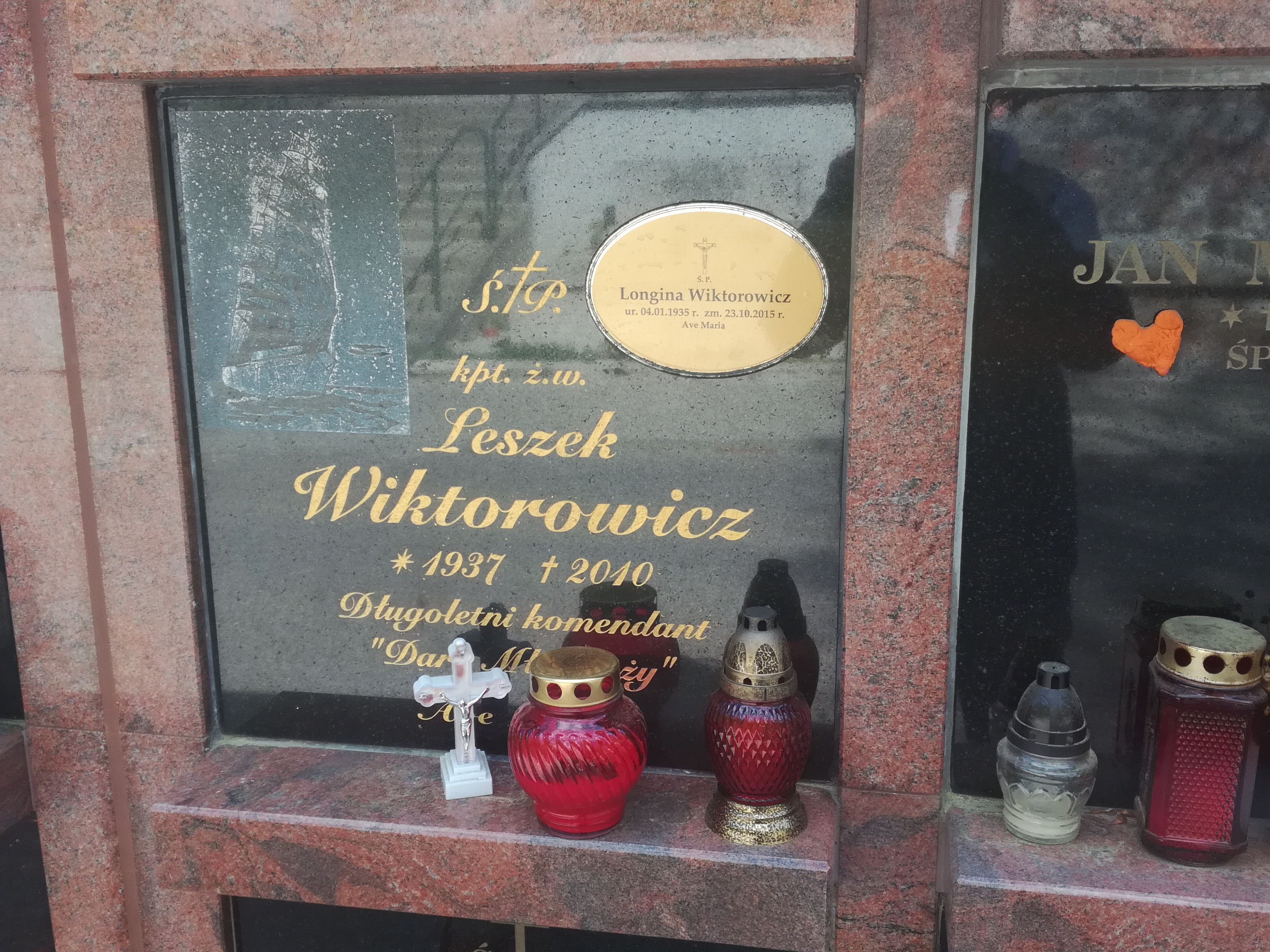
Grób Leszka Wiktorowicza na cmentarzu Witomińskim

Leszek Franciszek Wiktorowicz (ur. 18 czerwca 1937 w Boreczku k. Sędziszowa Małopolskiego, zm. 24 czerwca 2010 w Gdyni) – kapitan żeglugi wielkiej, żeglarz, przez 25 lat komendant żaglowca Uniwersytetu Morskiego „Dar Młodzieży”.

## Życiorys
W 1952 roku przeniósł się do Trójmiasta. Tu ukończył najpierw Technikum Przemysłu Okrętowego, a następnie Państwową Szkołę Morską (dziś Uniwersytet Morski). Karierę rozpoczął na „Darze Pomorza”, gdzie pływał najpierw jako kandydat, a potem jako instruktor. Po ukończeniu szkoły morskiej rozpoczął na tym statku służbę oficerską. Wziął udział we wszystkich kampaniach szkoleniowych „Daru Pomorza” do 1970 r. i doszedł do stopnia I oficera. Jednocześnie pracował na statkach handlowych Polskiej Żeglugi Morskiej. W 1978 roku po raz pierwszy objął dowództwo statku – tankowca „Siarkopol”. W 1981 roku objął nadzór na budową „Daru Młodzieży”, zaprojektowanego przez inż. Zygmunta Chorenia – wówczas młodego projektanta Stoczni Gdańskiej przy pomocy m.in. Kazimierza Jurkiewicza i Tadeusza Olechnowicza (ostatnich komendantów „Daru Pomorza”). W dziewiczym rejsie „Daru Młodzieży” Leszek Wiktorowicz pełnił funkcję kierownika naukowego (komendantem był Tadeusz Olechnowicz); po kilku latach objął stanowisko komendanta, które – z przerwami – piastował przez 25 lat. Dowodził „Darem Młodzieży” w czasie wielkiej, 9-miesięcznej wyprawy dookoła świata (1987–1988), m.in. wokół trzech przylądków: Dobrej Nadziei, Leeuwin i Horn. Był autorem spektakularnego przejścia – pod pełnymi żaglami – pod mostem u wejścia do Sydney.
Brał udział w wielu The Tall Ships’ Races. Prowadził zwycięski „Dar Młodzieży” na trasie Southampton–Kadyks w czasie The Tall Ships’ Races 2000. Załoga „Daru Młodzieży” zajęła pierwsze miejsce w klasie A (wielkie żaglowce) i w klasyfikacji generalnej. Przez wiele lat przewodził najbardziej elitarnej polskiej organizacji żeglarskiej, zrzeszającej ponad pół tysiąca żeglarzy, którzy przepłynęli Cape Horn – był „Grotmasztem” Bractwa Kaphornowców. Był wiceprezesem Stowarzyszenia Kapitanów Żeglugi Wielkiej w Gdyni. Sprawami szkolenia młodzieży pod żaglami zajmował się w Sail Training Association Poland. Był wiceprzewodniczącym Towarzystwa Przyjaciół „Daru Pomorza”.
Został pochowany na cmentarzu Witomińskim w Gdyni (kolumbarium 91-15-2).

## Odznaczenia i upamiętnienie

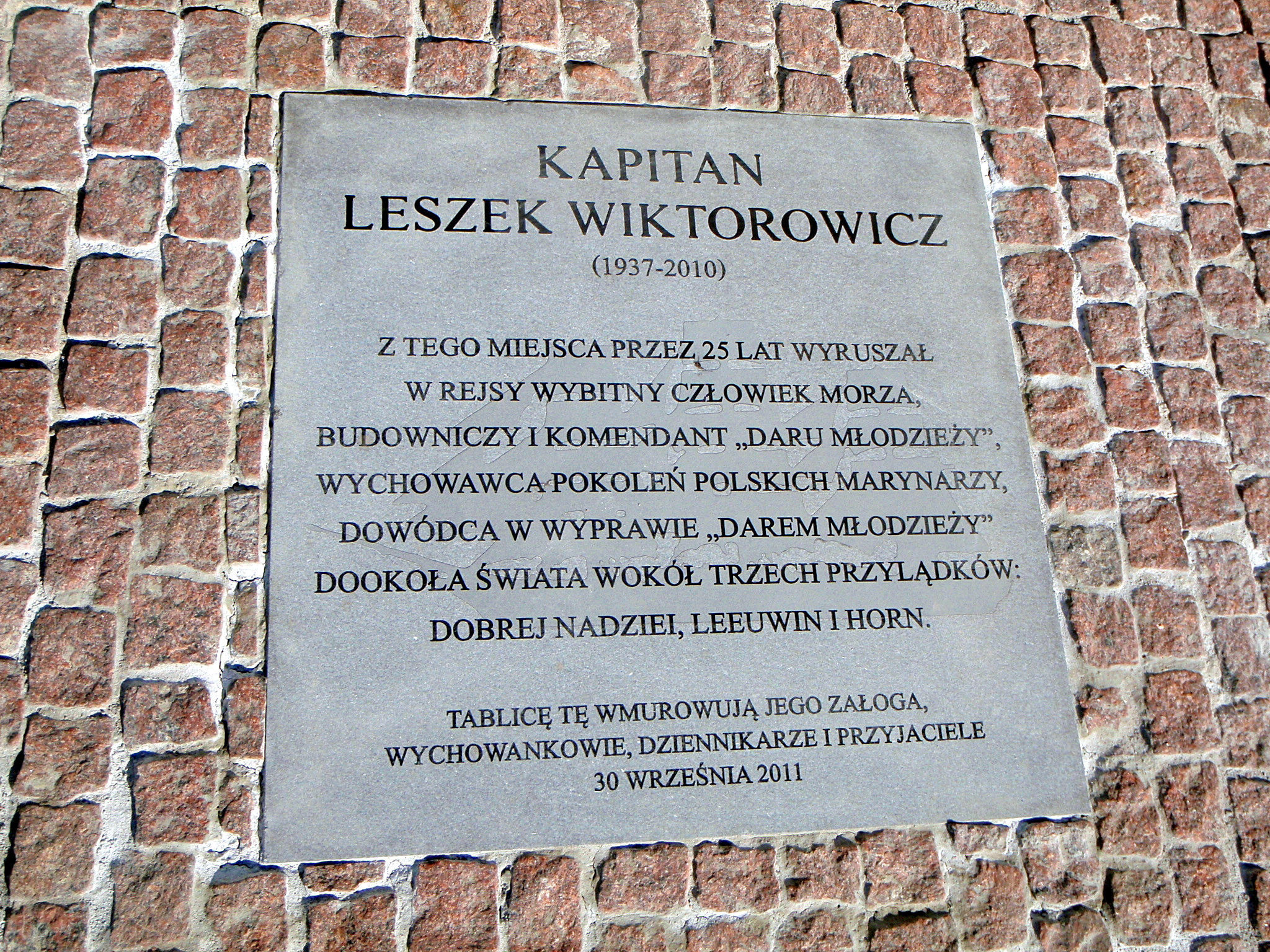
Tablica pamięci Kapitana Leszka Wiktorowicza

Został odznaczony Złotym Krzyżem Zasługi i Krzyżem Kawalerskim Orderu Odrodzenia Polski. 
W celu uhonorowania jego dokonań żeglarskich oraz osiągnięć w dziedzinie wychowania morskiego i kształtowania świadomości morskiej spadkobiercy kapitana, miasto Gdynia, Bractwo Kaphornowców i Press Club Polska ustanowili nagrodę żeglarską jego imienia. W sześcioosobowej kapitule zasiadają przedstawiciele organizatorów i syn kapitana – Mariusz.
30 września 2011 roku w Gdyni – na nabrzeżu, przy którym cumuje „Dar Młodzieży” – została odsłonięta tablica pamiątkowa poświęcona kpt. Leszkowi Wiktorowiczowi. Odsłonięcie polegało na powolnym wciąganiu na statek liny, której zwój przykrywał tablicę wmurowaną w powierzchnię nadbrzeża (zgodnie z obyczajem ludów nordyckich).
Od 4 kwietnia 2023 roku szkoła w Boreczku nosi nazwę Szkoła Podstawowa im. Kapitana Żeglugi Wielkiej Leszka Wiktorowicza w Boreczku.
W lutym 2024 roku kpt. Leszkowi Wiktorowiczowi został nadany tytuł Honorowego Obywatela Miasta Sędziszów Małopolski.